# Ruczyca
Ruczyca (biał. Ручыца; ros. Ручица, dawniej (1866) również Ruszczyca) – wieś na Białorusi, w rejonie wilejskim obwodu mińskiego, około 17 km na zachód od Wilejki, gdzie rzeczka Hanutka (biał. Ганутка) wpada do Naroczy.
Siedziba parafii prawosławnej pw. Zaśnięcia Matki Bożej.

## Historia
W tym miejscu w przeszłości były dobra i folwark Hanuta oraz miasteczko Hanuta. Pierwsza wzmianka o Hanucie pochodzi z 1501 roku. W 1592 roku kniaź Aleksander Proński sprzedał Hanutę Wacławowi Bohowitowi Szumbarskiemu. W XVI i XVII wieku była to własność książąt Holszańskich, później Paców, Sadowskich, Wilczków, Sanguszków, Sławieńskich, Zenowiczów, wreszcie rodziny Kociełłów herbu Pelikan. W 1723 roku dziedzicem Hanuty, Bienicy, Mołodeczna i Horodziłowa był Kazimierz Kociełł (1690–?), starosta markowski, po którym Hanutę i Mołodeczno odziedziczyła jego córka Rozalia (1715–1769) zamężna za Kazimierzem Ogińskim, starostą babinowickim i przewalskim (1713 – po 1769). Było to małżeństwo bezdzietne, w 1738 roku zapisali oni swój majątek bratu Kazimierza, Tadeuszowi Ogińskiemu. Po jego śmierci Hanutę i Mołodeczno odziedziczył jego młodszy syn, Franciszek Ksawery Ogiński (1742–1814), ostatni kuchmistrz wielki litewski. On również nie miał dzieci, w związku z czym majątek w 1814 roku odziedziczył syn jego brata, Andrzeja – Michał Kleofas Ogiński. Po eksdywizji majątku (podziale zadłużonych dóbr wśród wierzycieli), Hanuta przypadła siostrze Michała, Józefie Zofii Ogińskiej (1762–1846) starościnie mścisławskiej, która około 1836 roku sprzedała ją Lambertowi Rzewuskiemu (1780–?), po którym dziedziczył jego syn Jan. Dobra te wtedy liczyły 2500 dziesięcin ziemi ornej i 3000 dziesięcin lasu. Na przełomie XIX i XX wieku kupił Hanutę Tadeusz Wołłowicz. Ostatnim właścicielem majątku, stopniałego o połowę, do około 3000 ha, był jego syn Jerzy (1899–1939).
W wyniku reformy administracyjnej w latach 1565–1566 dobra te weszły w skład województwa wileńskiego Rzeczypospolitej. Po II rozbiorze Polski w 1793 roku miejscowość znalazła się na terenie powiatu wilejskiego (ujezdu) guberni mińskiej, a od 1843 roku – guberni wileńskiej. Po I wojnie światowej Hanuta i Ruczyca wróciły do Polski, po ustabilizowaniu się granicy polsko-radzieckiej w 1921 roku i ustabilizowaniu się podziałów administracyjnych na tych terenach znalazła się w gminie Wojstom w powiecie święciańskim województwa wileńskiego, 1 stycznia 1926 roku gminę wyłączono z powiatu święciańskiego i przyłączono do powiatu wilejskiego w tymże województwie; od 1945 roku – w ZSRR, od 1991 roku – na terenie Republiki Białorusi.

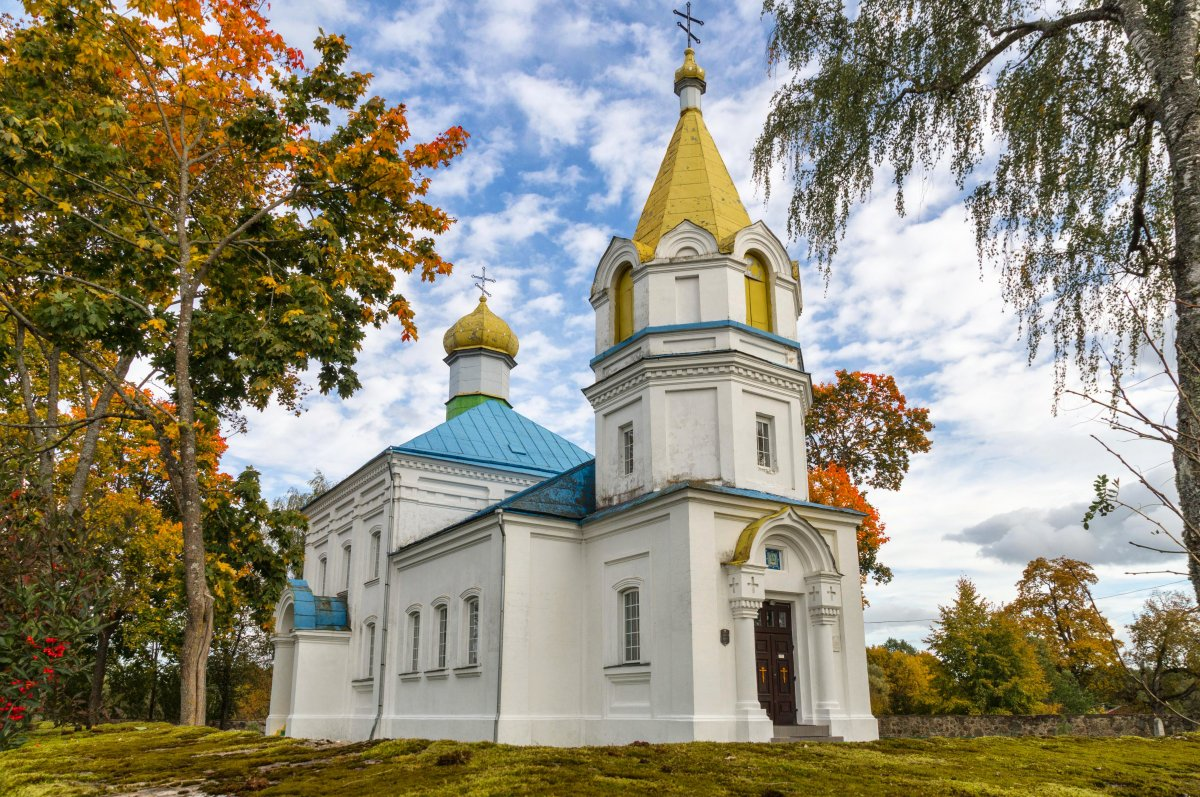
Cerkiew (2016)

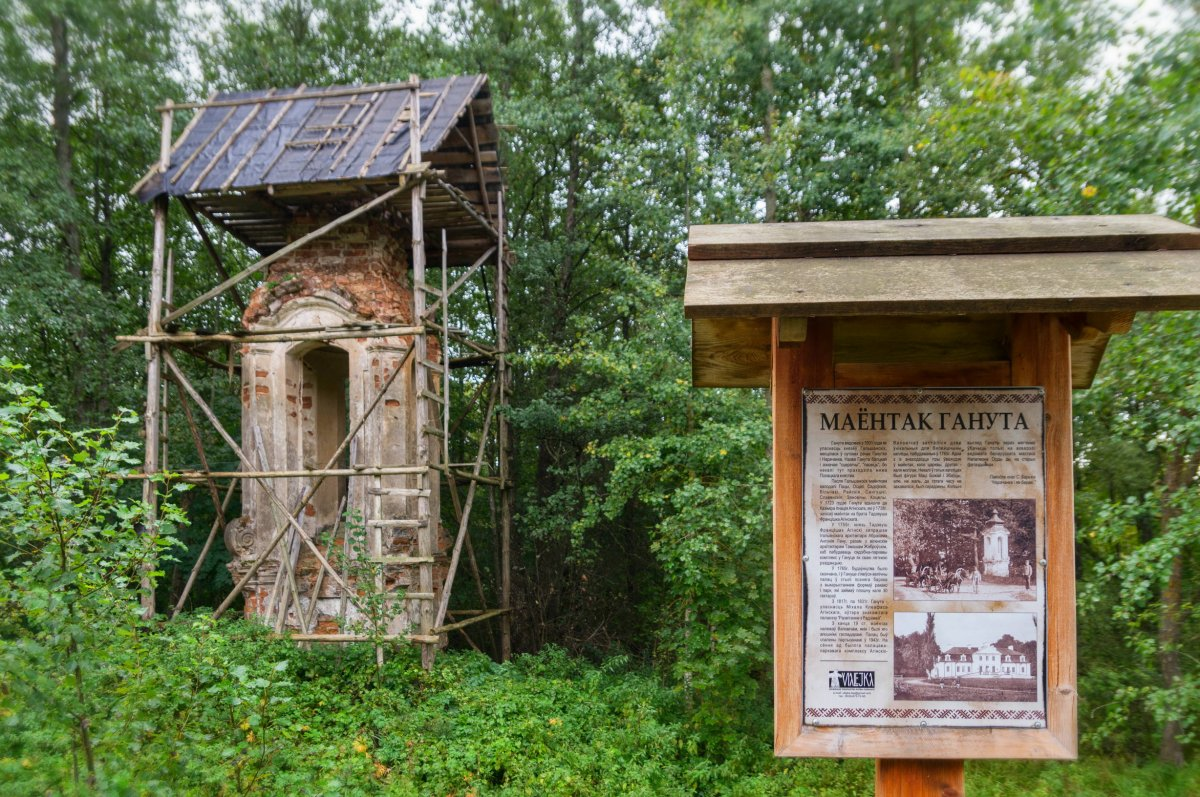
Ruina kapliczki przed cerkwią (2016)

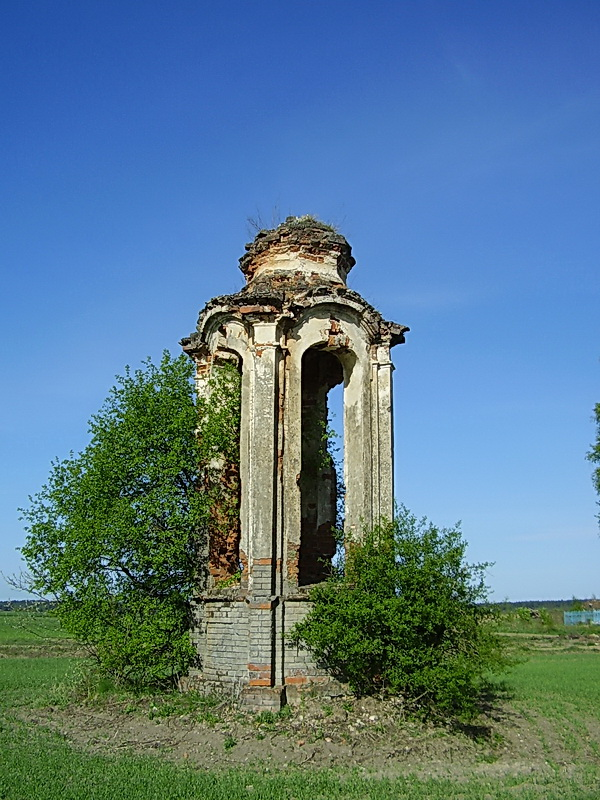
Ruina kapliczki na polu (2008)

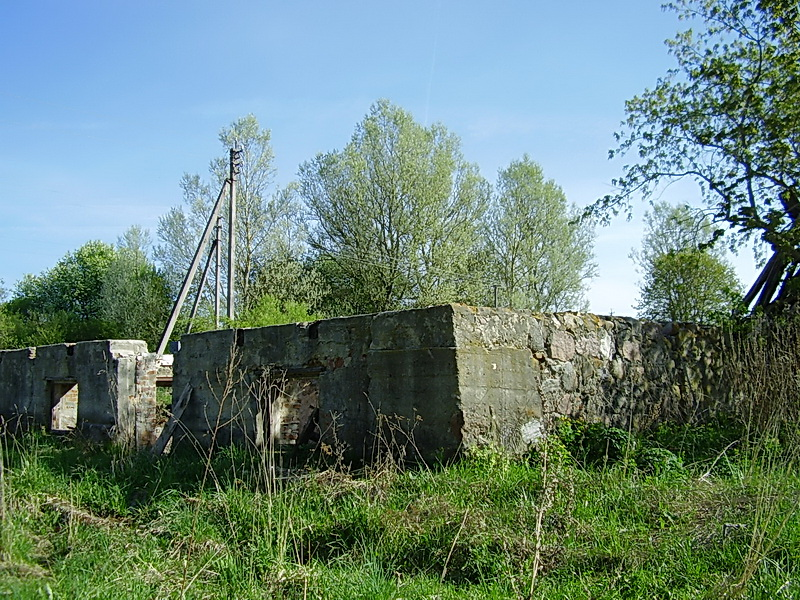
Pozostałości po zabytkowym młynie (2008)

Hanuta występuje w 3. i 15. tomie Słownika geograficznego Królestwa Polskiego (z 1882 i 1900 roku) jako miasteczko i dobra. Ruczyca pojawia się jako wieś należąca do majątku Hanuta w 9. tomie tegoż Słownika (z 1888 roku) jako wieś (235 mieszkańców) należąca do majątku Hanuta. W 1931 roku w folwarku Hanuta mieszkało 69 osób, a w majątku – 11. W II połowie XX wieku toponim Hanuta znikł.
Według Powszechnego Spisu Ludności z 1921 roku zamieszkiwało w Ruczycy 248 osób, 1 była wyznania rzymskokatolickiego, 246 492 prawosławnego a 1 ewangelickiego. Jednocześnie wszyscy mieszkańcy zadeklarowali białoruską przynależność narodową. Było tu 48 budynków mieszkalnych. W 1931 w 69 domach zamieszkiwało 308 osób.
W 2009 roku we wsi Ruczyca mieszkało 37 osób.

## Zabytki

### Świątynie

#### Nieistniejący kościół katolicki
W 1763 roku Tadeusz Ogiński wzniósł w Hanucie drewniany kościół katolicki pod wezwaniem Niepokalanego Poczęcia NMP i św. Anny, który uzyskał status filii parafii wojstomskiej. W 1834 roku został zamknięty przez władze carskie, według jednych źródeł został w tym roku zniszczony, według innych został kilka lub kilkanaście lat później przekształcony w cerkiew, gdy tutejsza cerkiew runęła ze starości.

#### Nieistniejąca cerkiew unicka
Tadeusz Ogiński zbudował tu również cerkiewkę unicką, którą w 1839 roku przekształcono w prawosławną, ale kilka lat później runęła ze starości.

#### Cerkiew pw. Zaśnięcia Matki Bożej
W latach 60. XIX wieku ze składek miejscowej ludności zaczęto budować w centrum wsi i oddano w 1868 roku murowaną (z cegły) cerkiew pw. Zaśnięcia Matki Bożej istniejącą do dziś. Jest to świątynia wybudowana w stylu bizantyjsko-rosyjskim. Składa się z czterech części: masywnej trzykondygnacyjnej dzwonnicy (dwa oktagony na kwadracie) przykrytej dachem namiotowym, refektarza na planie kwadratu, sali modlitewnej, również kwadratowej i pięciokątnej apsydy z boczną zakrystią. 
Cerkiew otoczona jest starym kamiennym murem.

#### Kaplica na cmentarzu
Na miejscowym cmentarzu wzniesiono w 1809 roku kaplicę, rozbudowaną w 1890 roku. Obecna kapliczka na cmentarzu pochodzi z lat 70. XX wieku. Stara kaplica cmentarna przestała istnieć po 2000 roku.

#### Kapliczki
Naprzeciw cerkwi, po drugiej stronie głównej drogi przechodzącej przez wieś, w pobliżu byłego wjazdu do byłego pałacu, oraz na polu, niedaleko cmentarza, około 400 m na północny zachód od cerkwi stoją dwie prawie takie same rokokowe kapliczki. Obecnie w ruinie. Figura Matki Boskiej, która stała w jednej z kapliczek, obecnie znajduje się w muzeum starobiałoruskiej kultury Narodowej Akademii Nauk.

### Młyn
Do 2009 roku stał we wsi zabytkowy młyn. Obecnie pozostały jedynie fundamenty.

### Wykopaliska archeologiczne
W 1985 roku 2,5 km na północny zachód od wsi odkryto 30 mogił przykrytych poziomymi lub pionowymi tablicami z „krzyżopodobnymi znakami”.

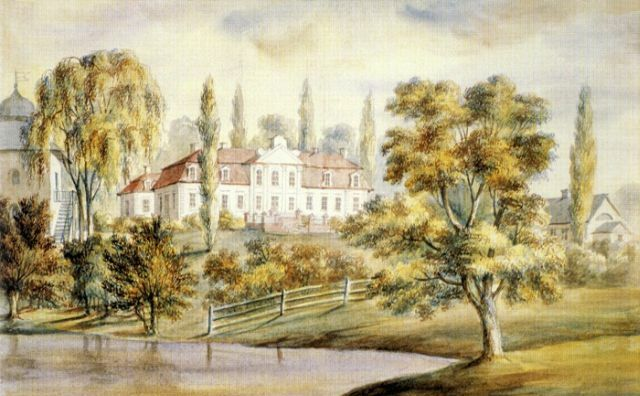
Pałac Ogińskich na rysunku Napoleona Ordy, ok. 1876

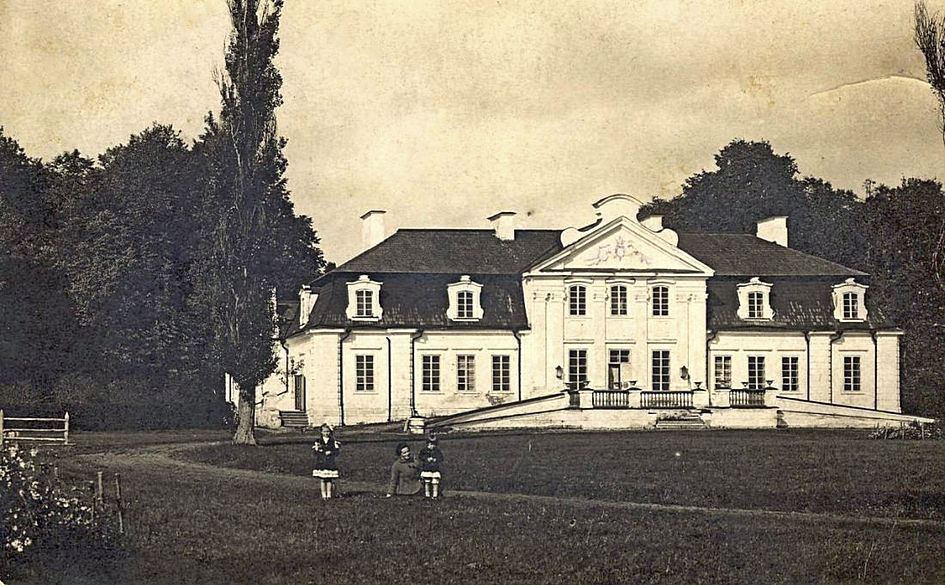
Zdjęcie pałacu z ok. 1900 roku

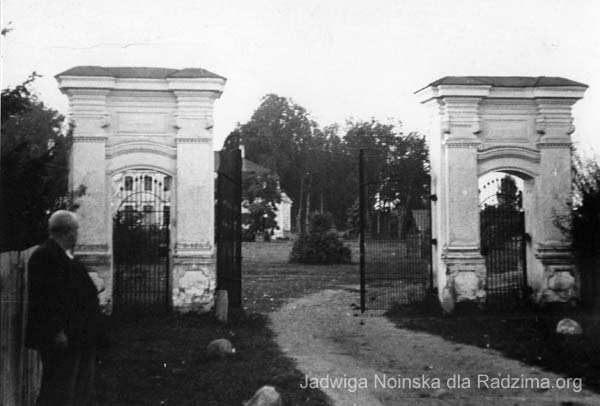
Brama wjazdowa do pałacu (przed 1939 rokiem)

## Nieistniejący pałac Hanuta
Tadeusz Ogiński wystawił tu pałac w połowie XVIII wieku, prawdopodobnie w 1765 roku, zwany Hanuta (również Aniuta). Pałac przetrwał do 1939 roku. Autorstwo projektu przypisuje się m.in. Tomaszowi Żebrowskiemu, Włochowi Abrahamowi Genù, względnie Polakowi Russelowi o nieznanym imieniu.
Był to budynek w stylu późnobarokowym, o jedenastoosiowej elewacji, niemal identycznej od strony podjazdu i ogrodu. Jego fasada była zaakcentowana trzyosiowym centralnym ryzalitem, rozczłonkowanym pionowo sześcioma jońskimi pilastrami. Dwa z nich flankowały główną oś z wejściem, pozostałe dwie pary były po bokach ryzalitu. Część centralna domu była dwukondygnacyjna, a skrzydła – parterowe. Nad ryzalitem był trójkątny fronton. Skrajne osie budynku były zaakcentowane boniowanymi pilastrami. Całość była przykryta czterospadowym, gontowym dachem mansardowym. Przed głównym wejściem był obszerny taras, będący jednocześnie podjazdem.
Wnętrze miało symetryczny układ dwutraktowy, amfiladowy w części środkowej, złożonej z jedynie 6 przestronnych pomieszczeń. Westybul zajmował całą szerokość ryzalitu, w jego rogu łamane schody prowadziły na pierwsze piętro. Na wprost z westybulu było wejście do wielkiej, o wysokości dwóch kondygnacji sali balowej. 
Na osi pałacu stała brama wjazdowa o ciekawej architekturze: tworzyły ją dwa podwójne słupy z furtkami dekorowane pilastrami, płycinami i gzymsami. 
Po prawej stronie podjazdu stała podłużna stajnia koni wyjazdowych, z mieszkaniami służby, a bliżej pałacu budynek mieszczący kuchnie i spiżarnie. Po lewej stronie paradnego dziedzińca, bliżej sadzawki na Hanutce stał dwukondygnacyjny, kwadratowy lamus przykryty namiotowym dachem gontowym z bardzo dużym okapem.
Park w Hanucie zajmował około 30 ha. Rozciągał się od kolistego gazonu w części ogrodowej i schodził tarasami do rzeczki, okalającej park i pałac od trzech stron. Najstarsza część była regularna, ale największą część parku stanowił praktycznie las modrzewiowy o powierzchni około 15 ha.
W pobliżu Hanuty w czasie I wojny światowej przechodził front, Wołłowicze musieli opuścić majątek. Zakwaterował się tu wtedy sztab niemiecki, który wycofując się w 1918 roku zabrał ze sobą wszystkie znajdujące się tu cenne meble i dzieła sztuki. Od 1921 roku dom stał pusty, niedostatecznie zabezpieczony popadał w ruinę. Przetrzebiono również park. Po 1939 roku został spalony, a cegła została rozebrana przez okoliczną ludność na budowy lub naprawy własnych domów.
Majątek Hanuta został opisany w 4. tomie Dziejów rezydencji na dawnych kresach Rzeczypospolitej Romana Aftanazego.